# 97%
『97%』は、九州男の2枚目のメジャーミニアルバムである。2011年6月29日に発売された。発売元はワーナーミュージック・ジャパン。

## 解説
- 前作『±1』から約7ヵ月ぶりのリリース。
- 初回限定盤には九州男オリジナルステッカーと「97％」オリジナル九州男タオル購入引換券が封入される。

## 収録曲
1. 想色コーディネート
配信シングル
2. 少年⇐帰来〜my mother earth〜
1stアルバム『HB』収録曲『少年⇒爾来〜やっと見つけた明日〜』の続編。
同楽曲とは異なり、今回はスローバラードになっている。
3. a who dat?
4. ちっちゃなあいぼう
本作のリード楽曲。
5. サイレントラブ
6. SKYWAY☆
7. 時が経てば素敵な物語
8. ONE LIFE(★STAR GUiTAR Remix)
インディーズ2ndミニアルバム『こいも俺ですばい』収録曲のリミックス。